# Microids
Microids (voorheen Microïds met een trema) is een Frans softwaremerk dat computerspellen ontwikkelt en uitgeeft. Het werd in 2010 eigendom van Anuman Interactive.

## Geschiedenis
Microïds werd in 1984 opgericht door Elliot Grassiano. Gedurende de eerste tien jaren was het een ontwikkelstudio maar in 1995 breidde het bedrijf uit als uitgever en distributeur van computerspellen. Microïds had toentertijd het hoofdkantoor in Vélizy en kreeg ook vestigingen in Italië, Verenigd Koninkrijk, en Canada.
In 2003 creëerde Emmanual Olivier een nieuw bedrijf genaamd MC2 France. Het fuseerde met Microïds, dat haar naam veranderde in MC2-Microïds. In datzelfde jaar werd ook Wanadoo Edition aan het bedrijf toegevoegd. Elliot Grassiano verliet het bedrijf en Olivier werd de nieuwe directeur. In februari 2004 had het bedrijf meer dan 150 medewerkers in dienst. Ubisoft kocht in maart 2005 het Canadese deel van Microïds.
In december 2007 opende het bedrijf een online winkel, ondersteund door Metaboli, een online Frans computerspelplatform.
Op 1 januari 2010 werd een overname door Anuman Interactive voltooid. Hiermee werd het merk en alle licenties van Microids overgenomen. In 2011 kwam een nieuw logo voor het bedrijf en een sublabel genaamd 'Microids Games For All'.
Op 26 november 2012 werd bekend dat Elliot Grassiano, de oorspronkelijke oprichter van Microids, zal toezien als vice-president op nieuwe spelontwikkelingen binnen het Microids bedrijfsonderdeel.

## Spellen
Microids werd bekend om hun avonturenspellen als Syberia, Post Mortem en Still Life. Andere noemenswaardige speltitels zijn Far Gate en Nicky Boom voor de Commodore Amiga. In totaal heeft het bedrijf meer dan 100 spellen ontwikkeld of uitgebracht.